# Elmshorn
Elmshorn (pronunciación en alemán: /ɛlmsˈhɔʁn/ⓘ) es un ciudad situada en el distrito de Pinneberg, en el estado federado de Schleswig-Holstein (Alemania). Tiene una población estimada, a fines de 2021, de 50 141 habitantes.
Está ubicada al sur del estado, cerca de la ciudad de Hamburgo y de la orilla derecha del río Elba, que la separa del estado de Baja Sajonia.